# Too Many Engagements
Too Many Engagements è un cortometraggio muto del 1911 prodotto dalla Essanay di Chicago. Il nome del regista non viene riportato nei credit del film che era interpretato da John Steppling. L'attore, di origine tedesca, è qui ai primi passi di una carriera che sarebbe durata fino al 1932 e nel corso della quale avrebbe preso parte ad oltre duecento e cinquanta pellicole.

## Produzione
Il film fu prodotto dalla Essanay Film Manufacturing Company.

## Distribuzione
Distribuito dalla General Film Company, il film - un cortometraggio di una bobina - uscì nelle sale cinematografiche USA il 26 ottobre 1911.